# Heart Of Klaxon
Heart Of Klaxon（ハート オブ クラクション）は、日本のミュージシャン・シンガーソングライターである尾崎豊のバックバンド。

## 概要
尾崎のバックバンドは、ツアーやライブごとに名称やメンバーが異なっている。特に20代はレーベルの移籍や尾崎自身による個人事務所設立、尾崎の心境の変化などにより、メンバーが大きく異なっている。それぞれ、10代の頃と1987年の「TREES LINING A STREET TOUR」のバンドは「Heart Of Klaxon」、1988年9月12日の「LIVE CORE」の際のバンドは「The Last Of Klaxon」、1991年の「1991 BIRTH TOUR」のバンドは「THE BIRTH TOUR BAND」と呼ばれている。

## Heart Of Klaxon
元々Heart Of Klaxonの初期メンバーはバンド「APRIL BAND」として活動しており、1983年12月31日に渋谷のライブハウス「エッグマン」で行われた年越しライブに参加していた。そのライブに参加していたマザーエンタープライズに所属するバンド「ストリート・スライダース」のマネジャーとして観ていた「APRIL BAND」の鴇田靖の高校の同級生で友人である本木元が、「APRIL BAND」に尾崎のバックバンドへの加入を打診、APRIL BANDのリーダーである、井上敦夫が交渉の末に了承し、Heart Of Klaxonが結成された。

### 初ライブから阿部加入まで
- 1984年
  - 2月12日 - デビューライブに向け、尾崎とAPRIL BANDは、千葉のマザースでアマチュアバンドの前座として6曲を歌う。
  - 3月15日 - 新宿ルイードで行われた尾崎のデビューライブでHeart Of Klaxonとしてライブデビュー。
  - 5月8日 - 新宿ルイード。
  - 5月9日 - 新宿ルイード。
  - 5月10日 - 京都ビブレホールで開催されたKBSラジオのラジオ番組である「ハイヤングKYOTO」のリスナーが主催するライブに出演。
  - 6月15日 - 札幌ペニーレインでのライブ。6大都市ツアー「LIVE HOUSE APPEARANCE」がスタート。
  - 6月17日 - 仙台モーニングムーン。
  - 6月23日 - 名古屋ハートランドスタジオ。
  - 6月25日 - 梅田バナナホール。
  - 6月26日 - 広島ウッディ・ストリート。
  - 6月28日 - 福岡ビブレホール。6大都市ツアー終了。
  - 7月16日 - 千葉文化会館。
  - 7月20日 - 横浜教育会館。
  - 7月21日 - 浦和市民会館。
  - 7月1日 - 日比谷野外大音楽堂での白井貴子のライブの前座として出演。
  - 7月15日 - 後楽園アイススケート場で開催された映画「フットルース」の試写会の前座としてライブを行う。
  - 8月4日 - 日比谷野外大音楽堂で開かれた反核イベント「アトミック・カフェ」に出演。このライブ中に尾崎が左足を骨折し、この日以降のスケジュールはすべてキャンセルとなる[6]。
  - 12月3日 - 秋田市文化会館で全国21都市を回る初の全国ツアー「FIRST LIVE CONCERT TOUR」がスタート。
- 1985年
  - 2月7日 - 札幌教育文化会館。「FIRST LIVE CONCERT TOUR」が終了。

全国ツアー後、尾崎やHeart Of Klaxonのメンバーから「サクソフォンが欲しい」という声が挙がりオーディションを実施するもめぼしい奏者がおらず、APRIL BANDがアマチュアの頃に通っていたライブハウス「横浜放送局」に一緒に出入りしていた、阿部剛が加入することとなった。

### TOGツアーからLTAツアーまで
- 1985年
  - 5月2日 - 埼玉県戸田市の戸田文化会館でHeart Of Klaxon結成後初の「ゲネプロ」（通し稽古）が行われる
  - 5月5日、三重県志摩市にあるヤマハの複合型音楽施設「合歓の郷」の野外ステージで行われた「NEMU SPRING FESTEVAL '85」に参加[7]。
  - 5月6日 - 立川市民会館で「TROPIC OF GRADUATION TOUR」がスタート。
  - 8月25日 - 大阪球場でのライブ。このツアー最大の26,000人の観客を動員する。「TROPIC OF GRADUATION TOUR」が終了。
  - 9月 - TOGツアー終了後、ギターの江口とキーボードの井上が脱退を表明。井上が正式に脱退すると新規メンバーのオーディションが行われ、新たにピアノに樫原伸彦、キーボードに松原博が加入。江口は脱退を撤回し残留する。
  - 11月1日 - 四日市市文化会館で「LAST TEENAGE APPEARANCE TOUR」がスタート。
  - 11月14、15日 - 代々木オリンピックプールでのライブ。2日間でこのツアー最大の30,000人を動員する。
- 1986年
  - 1月1日 - 福岡国際センターでのライブをもって「LAST TEENAGE APPEARANCE TOUR」が終了する。尾崎はこのライブ終了後に無期限活動休止を発表。

### TREES LINING A STREET TOUR
- 1986年
  - 12月23日 - 尾崎が1986年6月9日に渡っていたニューヨークから帰国。
- 1987年
  - 2月10日 - 尾崎がレーベル会社をCBSソニーから尾崎豊の所属事務所、マザー・エンタープライズの福田信が社長をつとめるMOTHER&CHILDRENに移籍。
  - 7月1日 - 「TREES LINING A STREET TOUR」開始。バックバンドの名称は「Heart Of Klaxon」のままとなるが[8]、オリジナルメンバーはギターの江口とサクソフォンの阿部のみとなる[9]。
  - 8月5日、6日 - 広島平和コンサート「ALIVE HIROSHIMA '87」に参加。6日には尾崎の友人でもある岡村靖幸のステージに飛び入り参加し「Young Oh! Oh!」を岡村と熱唱する[10]。
  - 8月22日 - 熊本県の「アスペクタ」で開催されたロックイベント「 BEAT CHILD」に出演。大雨が降る悪天候の中で歌う。
  - 8月29日、30日 - 有明コロシアム。2日間でこのツアー最大となる20,000人を動員。
  - 9月24日 - 豊橋勤労会館。この会場でのライブがこのツアー最後のライブとなる[11]。
  - 9月28日 - 新潟県民会館でのライブのために会場入りしたが開演直前に倒れ、この日でツアーが中断。その後、尾崎は東京都内の病院に入院。
  - 12月22日 - 尾崎が覚醒剤取締法違反で逮捕される。以後、一時活動休止。

## The Last Of Klaxon
- 1988年
  - 2月22日- 尾崎が東京拘置所から釈放される。
  - 夏 - シングル「核」、アルバム「街路樹」を担当した音楽プロデューサーの吉野金次がアレンジャーに「The Last Of Klaxon」にも参加するサックス奏者の本多俊之を起用。
  - 9月12日 - 東京ドームで「LIVE CORE」開催。バックバンドはThe Last Of Klaxonが担当[12]。今回から新たにコーラスが加わる。

## THE BIRTH TOUR BAND
- 1990年
  - 1月 - 尾崎が事務所をマザーエンタープライズからROAD&SKYに移籍。
  - 10月21日 - 尾崎がレコード会社をMOTHER&CHILDRENからCBSソニーに再移籍。
  - 12月19日 - 尾崎が所属事務所であるROAD&SKYから独立し、尾崎自らアイソトープ設立。
- 1991年
  - 5月20日 - 横浜アリーナで「1991 BIRTH TOUR」が開始。バックバンドは「The Last Of Klaxon」からコーラス以外のメンバーが一新されたTHE BIRTH TOUR BANDが担当[13]。
  - 10月30日 - 代々木オリンピックプールで尾崎の生前最後のライブ。「1991 BIRTH TOUR」が終了。
- 1992年
  - 4月25日 - 尾崎が午後12時06分、肺水腫のため死亡。
  - 6月10日 - この日に開始予定だった「TOUR 1992 “放熱への証” Confession for Exist」が中止。このツアーも引き続いて「THE BIRTH TOUR BAND」がバックバンドを務める予定だった。

### NO ONE IS TO BLAME
尾崎が亡くなった1992年の秋に、キーボードの西本明を発起人に「THE BIRTH TOUR BAND」のメンバーによって、アルバム「NO ONE IS TO BLAME」というインストルメンタルの作品が製作され、1992年10月1日にソニー・ミュージックレコーズから発売された。内容は幻に終わった「TOUR 1992 “放熱への証” Confession for Exist」用のアレンジによるバンドメンバーの演奏が収録されており、「卒業」や「I LOVE YOU」は、新しいアレンジでの演奏となっている。タイトルの「NO ONE IS TO BLAME」は尾崎がニューヨークにいた際から好んで聞いていたハワード・ジョーンズの名曲から取られている。
収録曲のうち「虹」は『約束の日 LAST APPEARANCE（完全版）』のメニュー画面においてBGMに使用されている。

#### 収録曲
- 作詞・作曲 尾崎豊（10曲目のみ作詞・作曲 ハワード・ジョーンズ）

1. I LOVE YOU
2. 街の風景
3. シェリー
4. 虹
5. 卒業
6. OH MY LITTLE GIRL
7. ドーナツショップ
8. ダンスホール
9. Mama,Say Good-bye
10. NO ONE IS TO BLAME

## メンバー
- 「Yutaka Ozaki & Heart Of Klaxon」
  - 1984年3月15日 新宿ルイード - 1985年2月7日 札幌教育文化会館、「アトミック・カフェ」
    - 尾崎豊 - ボーカル、ピアノ、ギター、ブルースハープ
    - 鴇田靖 - ギター
    - 江口正祥 - ギター
    - 田口政人 - ベース
    - 井上敦夫 - キーボード
    - 吉浦芳一 - ドラムス
- 「Yutaka Ozaki & Heart Of Klaxon」
  - 「TROPIC OF GRADUATION TOUR」（1985年5月6日 立川市民会館 - 8月25日 大阪球場）
    - 尾崎豊 - ボーカル、ピアノ、ギター、ブルースハープ
    - 鴇田靖 - ギター
    - 江口正祥 - ギター
    - 田口政人 - ベース
    - 井上敦夫 - キーボード
    - 吉浦芳一 -ドラムス
    - 阿部剛 - サクソフォン、フルート、パーカッション
- 「Yutaka Ozaki & Heart Of Klaxon」
  - 「LAST TEENAGE APPEARANCE TOUR」（1985年11月1日 四日市市文化会館 - 1986年1月1日 福岡国際センター）
    - 尾崎豊 - ボーカル、ピアノ、ギター、ブルースハープ
    - 鴇田靖 - ギター
    - 江口正祥 - ギター
    - 田口政人 - ベース
    - 樫原伸彦 - ピアノ
    - 松原博 - キーボード、シンセサイザー
    - 吉浦芳一 - ドラムス
    - 阿部剛 - サクソフォン、フルート、パーカッション
- 「Yutaka Ozaki & Heart Of Klaxon」
  - 「TREES LINING A STREET TOUR」（1987年7月1日 茨城県民文化センター - 9月24日 豊橋勤労会館）、広島平和コンサート「ALIVE HIROSHIMA '87」、「BEAT CHILD」
    - 尾崎豊 - ボーカル、ギター、ピアノ、ブルースハープ
    - 江口正祥 - ギター
    - 甲斐完司 - ギター
    - 樫原伸彦 - キーボード
    - 勝又隆一 - キーボード
    - 入江“タロー”直之 - ベース
    - 西尾純之介 - パーカッション
    - 伊藤真視 - ドラムス
    - 阿部剛 - サクソフォン、フルート、パーカッション
- 「Yutaka Ozaki & The Last Of Klaxon」
  - 「LIVE CORE」1988年9月12日 東京ドーム
    - 尾崎豊 - ボーカル、ギター、ピアノ、ブルースハープ
    - 本多俊之 - サクソフォン
    - 高水健司 - ベース
    - 村上“ポンタ”秀一 - ドラムス
    - 土方隆行 - ギター
    - 野力奏一 - キーボード
    - 岩本章子 - コーラス
    - 山根栄子 - コーラス
    - 水嶋康宏 - コーラス
- 「Yutaka Ozaki & THE BIRTH TOUR BAND」
  - 「TOUR 1991 BIRTH & TOUR 1991 BIRTH ARENA TOUR 約束の日 THE DAY」（1991年5月20日 横浜アリーナ - 10月30日 代々木オリンピックプール第一体育館）
    - 尾崎豊 - ボーカル、ギター、ピアノ、ブルースハープ
    - 西本明 - キーボード
    - 長田進 - ギター
    - 鈴川真樹 - ギター
    - 渡辺茂 - エレクトリックベース
    - 滝本季延 - ドラムス
    - 里村美和 - パーカッション
    - 関誠一郎 - サクソフォン、キーボード
    - 岩本章子 - コーラス
    - 山根栄子 - コーラス